# Cristoforo Monaco
Cristoforo Monaco, detto Rino (Trapani, 24 ottobre 1953), è un allenatore di pallacanestro italiano.

## Carriera
Inizia la carriera agonistica semi-professionale nella Rosmini Erice e successivamente nell'Edera Trapani che allena con Giuseppe Barbara nel 1980. Nel biennio 1981-83 è il vice allenatore di Antonino Fodale e Emilio Trivelli, curando il settore giovanile della Pallacanestro Trapani. In seguito diviene capo allenatore della Pallacanestro Paceco, con la quale raggiunge lo spareggio di promozione in Serie B contro il Portorosa Palermo disputato a Capo d'Orlando nel 1986.
Nel 1990-1991 allena la Sivi Trapani in Serie B femminile.
Nel 1996 ha allenato in Serie A1 la squadra femminile dello Sport Club Alcamo, non riuscendo ad evitarne la retrocessione in Serie A2.
Nella maschile ha continuato ad allenare il Panathletico Marsala e la Rosmini Erice del presidente Alberto Montericcio.
Da educatore ed insegnante ha curato il settore giovanile di Trapani con la quale ha vinto il campionato regionale Under-14 nel 2007-2008, schierando Matteo Imbrò, continuando con Paceco, Zenit, Pontedera e Bellaria.